# Mevania albofasciata
Mevania albofasciata är en fjärilsart som beskrevs av Rothschild 1912. Mevania albofasciata ingår i släktet Mevania och familjen björnspinnare. Inga underarter finns listade i Catalogue of Life.